# آوراهام سلا
آوراهام سلا (عبری: אברהם סלע‎؛ زادهٔ ۱۴ سپتامبر ۱۹۴۵ در عراق) مورخ، و محقق در امور خاورمیانه و روابط بین‌الملل، و استاد دانشگاه اهل اسرائیل است.
سلا در دانشگاه عبری اورشلیم تحصیل کرد، در سال ۱۹۷۱ مدرک کارشناسی، در سال ۱۹۷۴ مدرک کارشناسی ارشد و در سال ۱۹۸۶ مدرک دکترا گرفت. او در حال حاضر به عنوان استاد روابط بین‌الملل در A. Ephraim and Shirley Diamond و پژوهشگر ارشد در مؤسسه هری اس. ترومن، هر دو واقع‌در دانشگاه عبری مشغول به کار است.
او نویسنده کتاب افول درگیری اسرائیل عرب: سیاست خاورمیانه و جستجوی نظم منطقه‌ای (۱۹۹۸) و نویسنده مشترک حماس فلسطین: چشم‌انداز، خشونت و تعدیل (۲۰۰۰) است.
دیدگاه سلا نسبت به نوشته‌های مورخان نوین، به‌ویژه بنی موریس و اوی شلایم انتقادی است.